# Michel Kammoun

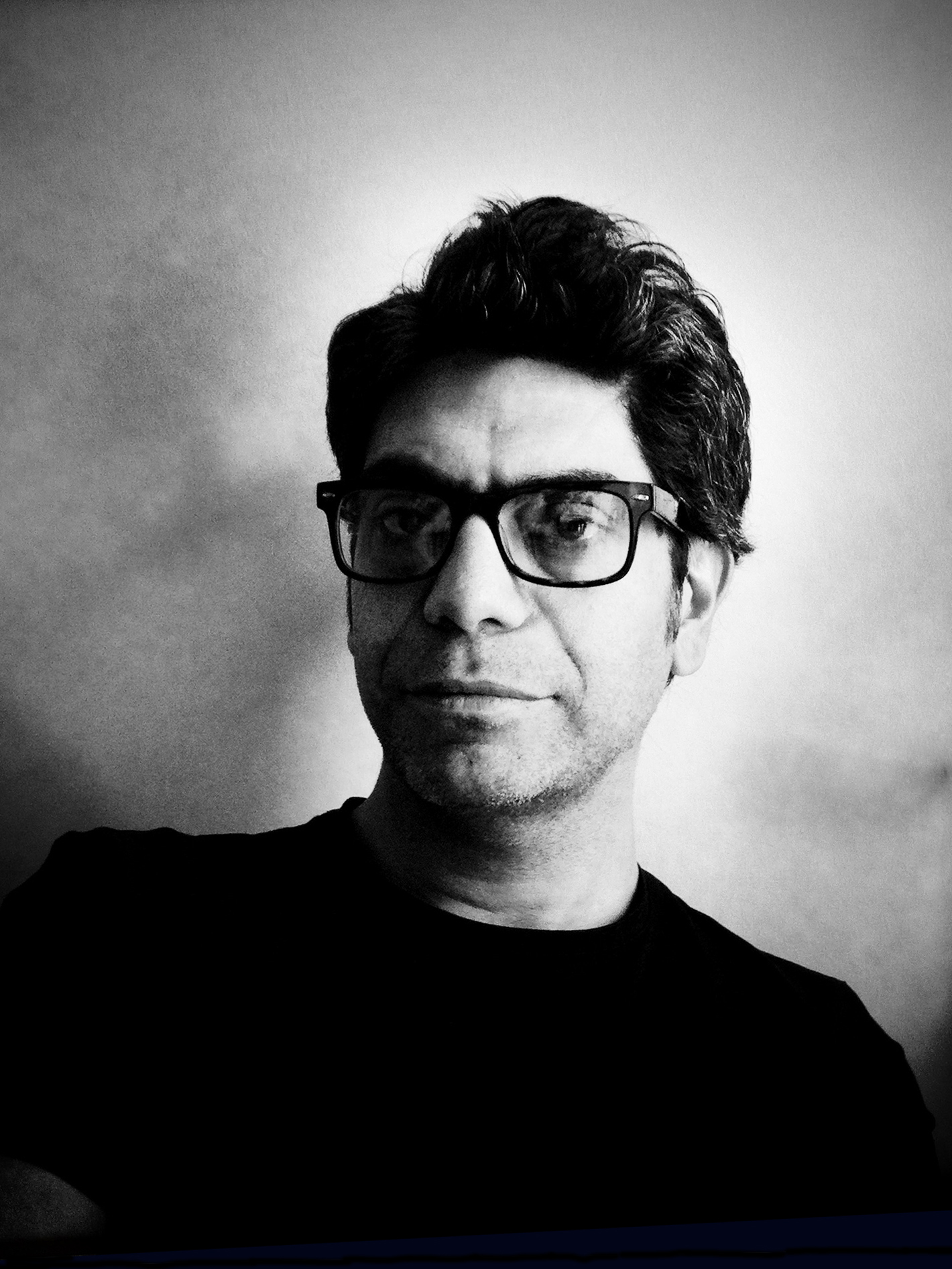
Michel Kammoun, 2012

Michel Kammoun (Arabisch: ميشيل كمون; geboren 1969 in Sierra Leone) ist ein libanesischer Regisseur. Er wurde vor allem mit dem Film Falafel (2006) bekannt.

## Leben
Michel Kammoun wurde in der libanesischen Diaspora im westafrikanischen Sierra Leone geboren und wuchs in Beirut auf. Seine Eltern gingen oft mit ihm ins Kino und so entdeckte er schon früh seine Leidenschaft für den Film. In den Jahren des Libanesischen Bürgerkriegs (1975–1990) musste er häufig in Schutzräume gehen und verbrachte dort viel Zeit mit VHS-Videos. In den Kampfpausen eilte er ins Kino. Sein jüngerer Bruder starb im Alter von 17 Jahren, eine schmerzvolle Erfahrung, die ihn nachhaltig geprägt hat. Michel Kammoun studierte Mathematik in Beirut und Film an der École supérieure d’études cinématographiques (ESEC) in Paris. Er drehte 2003 bei Universal Studio Channel die beiden Kurzfilme The Vanishing Rabbits und Clowning Around und machte sich auch einen Namen als Werbefilmer. Seinen Film Falafel mit dem Schauspieler Elie Mitri in der Rolle des Toufic zeigte er an Festivals in Berlin, Tokio, New York oder in Lateinamerika. Kammoun unterrichtet an der Heilig-Geist-Universität Kaslik bei Beirut und lebt im Libanon und in Frankreich.

## Filmografie
- Cathodique (Kurzfilm, 1993)
- Ombres (Kurzfilm, 1995)
- La Douche (Kurzfilm, 1999)
- The Vanishing Rabbits (Kurzfilm, USA/UK 2003)
- Clowning Around (Kurzfilm, USA/UK 2003)
- Falafel (2006)
- Beirut Hold'em (2019)

## Auszeichnungen
- Für den Film Falafel
  - Golden Bayard für den besten Film – Festival International du Film Francophone de Namur, Namur 2006.
  - Golden Bayard für die beste Musik – Festival International du Film Francophone de Namur, Namur 2006.
  - Prix spécial du Jury – Festival du Premier Film d’Annonay, Annonay 2008.
  - Palmera de Bronce für den besten Film – XXVIII. Mostra de Valencia, Valencia 2007.
  - Publikumspreis – Festival international du film indépendant de Lille, Lille 2007.
  - Best First Film Award – Rotterdam Arab Film Festival, Rotterdam 2007.
  - Art Award (Best First Film Award) – Alexandria International Film Festival, Alexandria 2007.
  - Bronze Dagger für den besten Film – Muscat International Film Festival, Maskat 2008.
  - Silver Muhr für den besten Film – Dubai International Film Festival, Dubai 2006.